# Orešje na Bizeljskem
Orešje na Bizeljskem je naselje v Občini Brežice.
V bližini, na Sotli, je bil do vstopa Hrvaške 1. januarja 2023 v skupno schengensko območje, ko je bila mejna kontrola po 32. letih ukinjena, tudi mejni prehod Orešje.

## Prebivalstvo
Etnična sestava 1991:
- Slovenci: 244 (92,4 %)
- Hrvati: 7 (2,7 %)
- Makedonci: 1
- Neznano: 12 (4,5 %)